# 澤田五十六
澤田 五十六（沢田、さわだ いそろく、1943年（昭和18年）2月22日 - ）は、日本の政治家。元高知県四万十市長（1期）、中村市長（3期）。

## 経歴
高知県出身。1965年、東京大学理学部卒。同年、経済企画庁に入る。経済研究所主任研究官、タイ王国経済社会開発庁顧問、経済企画庁長官官房システム課長、同庁調査局審議官、調整局審議官、経済研究所所長、経済企画庁調査局長を歴任する。1996年に退官、郷里の中村市の市長選挙に立候補して当選する。合併まで3期務めた。
2005年に中村市は合併で四万十市となり、合併後の市長選挙で当選する。市長を1期務めた。
2009年の市長選挙に立候補して再選を目指したが、元農林中央金庫職員の田中全に敗れて落選した。